# Bibliotheca Hermetica Philosophica
 (janvier 2018).
Si vous disposez d'ouvrages ou d'articles de référence ou si vous connaissez des sites web de qualité traitant du thème abordé ici, merci de compléter l'article en donnant les références utiles à sa vérifiabilité et en les liant à la section « Notes et références ».
La Bibliotheca Philosophica Hermetica (BPH) ou The Ritman Library, est une bibliothèque fondée en 1957par Joost Ritman (en) et se trouve à Amsterdam (Pays-Bas).
Il s'agit d'une bibliothèque, dont le fonds ancien est important, spécialisée dans l'hermétisme chrétien, l'alchimie, le mysticisme et la tradition rosicrucienne.

## Collection

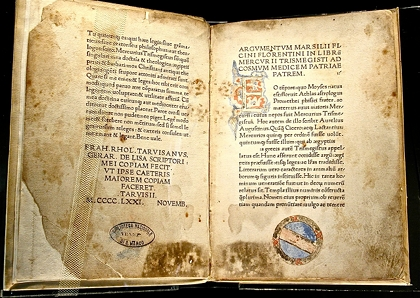
Corpus Hermeticum, première édition par Marsilio Ficino, 1471.

La bibliothèque met à disposition des chercheurs la plus grande collection d'originaux et de correspondances sur le sujet de l'ésotérisme depuis la Renaissance.
La BPH comptait en 1989, 16 200 écrits dont 4 000 remontent avant l'année 1800 avec 300 incunables du XVe siècle et 400 manuscrits dont 150 datent du Moyen Âge.
En ce qui concerne la Rose-Croix, elle dit avoir  répertorié tous les écrits connus allant de 1600 à 1654. En 2022, la BPH répertoriait une collection d’environ 29,000 livres et manuscrits, incluant en moyenne 7500 livres imprimés datant d’avant l’année 1800.
Plus  de 4 500 livres traitent de ces questions, lesquels, postérieurs à 1800, sont regroupés dans la partie moderne de cette bibliothèque…. (chiffres de 1995).
Depuis, ce fonds s'est  enrichi, il est réputé pour ses ouvrages originaux  de Jacob Boehme, Paracelse, Marsile Ficin et Giordano Bruno… 
Il comprend une des premières bibles allemandes.
Le docteur Carlos Gilly a exercé la tâche de bibliothécaire de la BPH ; il a écrit des ouvrages sur l'hermétisme. Il a également  publié des recherches sur l'histoire de la Rose-Croix du XVIIe siècle et sur Paracelse.
La BPH organise des symposiums sur le thème de l'hermétisme et de la Rose-Croix dans les musées et grandes bibliothèques en collaboration, dans certains cas avec la Bibliothèque royale des Pays-Bas, du Centre culturel maçonnique, de l'Union théosophique de la Societas Rosicruciana in Anglia, du Rosicrucian Fellowship, de l'AMORC et de la Rose-Croix d'Or.
La BPH  bénéficie du concours d'autres collections "savantes".

## Documents appartenant à l’État
En 2005, l'État hollandais a acquis une part importante de la BPH. Cette partie de la collection a été hébergée pour une période de 10 ans à la Koninklijke Bibliotheek (Bibliothèque royale) qui est aussi la bibliothèque nationale des Pays-Bas, située à La Haye.
En novembre 2020, la collection de la BPH appartenant à l’État a été transférée et hébergée au sein du département des collections spéciales du musée Allard Pierson à Amsterdam.
À partir de 2021, le musée Allard Pierson s’est donné comme mandat de catégoriser les documents reçus, ainsi que de restaurer et numériser une partie de la collection. Depuis ce temps, la collection de la BPH du musée Allard Pierson est disponible à la fois pour les chercheurs des Pays-Bas et de l'étranger, ainsi que pour le public intéressé. 4500 livres et 320 manuscrits y ont été répertoriés en 2022.
Certains des documents de la collection de la BPH appartenant à l’État ont été sélectionnés dans le cadre de l'exposition permanente du musée Allard Pierson s’intitulant « From the Nile to the Amstel ». Cette exposition permet aux visiteurs de parcourir plus de 10 000 ans d'histoire culturelle, s’échelonnant des chasseurs préhistoriques au Proche-Orient jusqu’à Amsterdam au XXIe siècle.
Le musée est idéalement situé à proximité du reste de la collection de la BPH, hébergée dans la maison Huis met de Hoofden localisée le long du canal Keizersgracht à Amsterdam.

## Embassy of the Free Mind
Le 21 octobre 2017, l'auteur Dan Brown, auteur du roman Da Vinci Code, a inauguré le centre Embassy of the Free Mind dans la maison historique Huis met de Hoofden à Amsterdam. Également un musée, le centre héberge la Bibliotheca Philosophica Hermetica (BPH), dont il s’est inspiré pour ses propres œuvres.
Le centre conserve les 25 000 ouvrages de la BPH fondée par Joost R. Ritman. Ces livres, dont certains ont été écrits il y a près de 2 000 ans, traitent de l'ésotérisme occidental, du mysticisme, d'alchimie, de la Rose-Croix, et de la Kabbale.
L'un des livres les plus anciens de la collection a été imprimé en 1469 et est l'œuvre du cardinal Bessarion, qui a écrit une défense de Platon : In calumniatorem Platonis. La collection comprend également un exemplaire de la première édition du Coran en latin.
La maison Huis met de Hoofden a été entièrement rénovée pour l'ouverture de l'Ambassade. Ses différentes salles présentent également 200 reproductions encadrées mettant en valeur le langage visuel de la sagesse hermétique.
Dans plusieurs salles du musée, des vitrines sont remplies de livres et d'œuvres d'art sur des thèmes tels que Hermès Trismégiste, William Blake, le Graal et d'autres pièces maîtresses de la collection.

## Numérisation de la collection
Dan Brown, l'auteur du roman Da Vinci Code, a fait en 2016 un don de 300 000 euros à la bibliothèque pour l'aider à numériser une partie de sa collection. Brown a d’ailleurs visité la Bibliotheca Philosophica Hermetica (BHP) à plusieurs occasions lors de la rédaction de ses romans Le Symbole perdu et Inferno.
Le Prins Bernhard Cultuurfonds, une fondation culturelle fondée en 1940 qui porte le nom du prince Bernhard, le père de Beatrix des Pays-Bas, a également contribué financièrement au projet de numérisation de la collection par le biais d’un don de 15 000 euros.
Le projet de numérisation de la collection a pour but de permettre au public d’accéder librement aux 4600 manuscrits de la collection principale. Les documents numérisés peuvent être consultés à partir du catalogue en ligne. La firme néerlandaise PICTURAE, spécialisée dans la numérisation, la préservation et la gestion de documents culturels, a été mandatée par la BPH afin de numériser la collection principale dans son intégralité.

## Reconnue par l’UNESCO
Le 1er novembre 2022, la collection de la Bibliotheca Philosophica Hermetica (BPH) hébergée à Amsterdam au centre Embassy of the Free Mind (EFM) ainsi qu’au musée Allard Pierson pour la partie de la collection appartenant à l'État, a obtenu la reconnaissance de l'UNESCO en étant officiellement ajoutée au registre néerlandais de la Mémoire du monde. Le registre néerlandais de la Mémoire du monde de l’UNESCO, qui existe parallèlement au registre international de la Mémoire du monde de l’UNESCO, recense le patrimoine documentaire qui revêt une importance particulière pour les Pays-Bas.